# Sedella
Sedella település Spanyolországban, Málaga tartományban. Sedella Canillas de Albaida, Salares, Arenas, Canillas de Aceituno és Alhama de Granada községekkel határos. Lakosainak száma 600 fő (2024).

## Népesség
A település népessége az elmúlt években az alábbi módon változott:
| Lakosok száma | 492  | 523  | 688  | 699  | 716  | 667  | 634  | 606  | 598  | 600  |
|               | 2001 | 2004 | 2007 | 2009 | 2012 | 2014 | 2017 | 2019 | 2022 | 2024 |